# Couvent du Bischenberg
Le couvent du Bischenberg s’élève sur la colline qui domine le village de Bischoffsheim. C’est un pèlerinage à la Vierge Marie, sa chapelle est dédiée à Notre-Dame-des-Sept-Douleurs. Le plus ancien écrit identifié faisant état d’une chapelle à cet endroit date de 1505.
Une communauté de Pères et Frères Rédemptoristes aidée par des bénévoles anime le site. 

## Historique
Un écrit de 1505 fait état d’un gardien du sanctuaire jouissant d’avantages accordés à ses prédécesseurs et qui devaient lui être maintenus. Il y avait donc bien un sanctuaire à cet endroit au début du XVIe siècle avec une certaine activité permettant d'accorder des faveurs à un gardien. L’activité au Bischenberg fut quasiment inexistante durant la guerre de Trente Ans (1618-1648) et de longues années passèrent avant que ne renaisse une vie religieuse.  La flamme reprit et la fréquentation du pèlerinage croissant, le clergé fit appel aux Récollets-Franciscains de Mutzig-Hermolsheim pour renforcer les équipes, accueillir les pieux visiteurs et assurer les services religieux. En 1663 l’évêque confia la gestion du lieu aux Récollets-Franciscains. Mais sans hospice auprès de la chapelle, ces Récollets desservaient ce lieu en faisant les trajets à pied depuis leur base de Mutzig-Hermolsheim pour les jours de pèlerinage. C’est seulement vers 1717 qu’ils parvinrent à rassembler les fonds pour l’achèvement de la chapelle et la construction d’un petit hébergement. La chapelle et l’autel furent consacrés par Monseigneur  Jean Vivant, coadjuteur de l’évêque qui accorda à cette occasion la permission d’ériger un chemin de croix avec une petite chapelle pour chacune des 14 stations. Une quinzième chapelle dédiée à la Sainte Croix compléta cet aménagement achevé en 1732. Suivirent quelques années de prospérité  pour le couvent. En 1775 l’hospice fut agrandi pour héberger plus de religieux et pour accueillir l’afflux croissant de pèlerins. Il fut déclaré autonome par le chapitre des Récollets.

Bientôt la Révolution française arrêta net cet élan. Les religieux sont chassés, les biens sont vendus aux enchères. Les joyaux (autels, statues et orgues ) ont été soustraits à ces exactions. C’est la fin du pèlerinage.

Les Rédemptoristes sous la conduite du Père Joseph Passerat firent l’acquisition de la ruine en 1821, et rapidement les pères Schmmitt, Schöllhorn et Eberlé accompagnés par deux frères vinrent s’établir. Ils s’activèrent à restaurer la chapelle, l’habitation et le chemin de croix. Ils complétèrent les bâtiments par deux nouvelles ailes et formant ainsi la cour carrée intérieure.  La population des environs contribua beaucoup à la réalisation de ces travaux. Les Rédemptoristes prêchant les vérités éternelles et la vie dévote insistaient sur la nécessité de la prière et de la confiance en Marie. L’exploitation des terres agricoles environnant le couvent conduisit les religieux à élever une grange dans l’enceinte du couvent en 1857.

Le Kulturkampf de 1873, en chassant les religieux, anéantit le pèlerinage en plein essor. En 1894, après l’abolition de la loi sur le Kulturkampf, les Rédemptoristes réinvestissent le couvent du Bischenberg et les pèlerins retrouvent rapidement le chemin du Sanctuaire.

L’intense activité missionnaire se poursuit. La Première Guerre mondiale puis la Seconde Guerre mondiale réduisent significativement le nombre de religieux, mais la dévotion à Notre-Dame-du-Bischenberg ne fléchit pas. Après les bombardements des villes allemandes, soixante deux hommes et femmes d’une maison de retraite de Mannheim trouvent refuge au Couvent du Bischenberg d’août 1943 à janvier 1945.

Une importante restauration a été entreprise entre 1957 et 1959, Les autels et les vitraux ont été renouvelés. En 1965 le chœur de la Chapelle fut classé monument historique.

## Le sanctuaire

### La Pieta

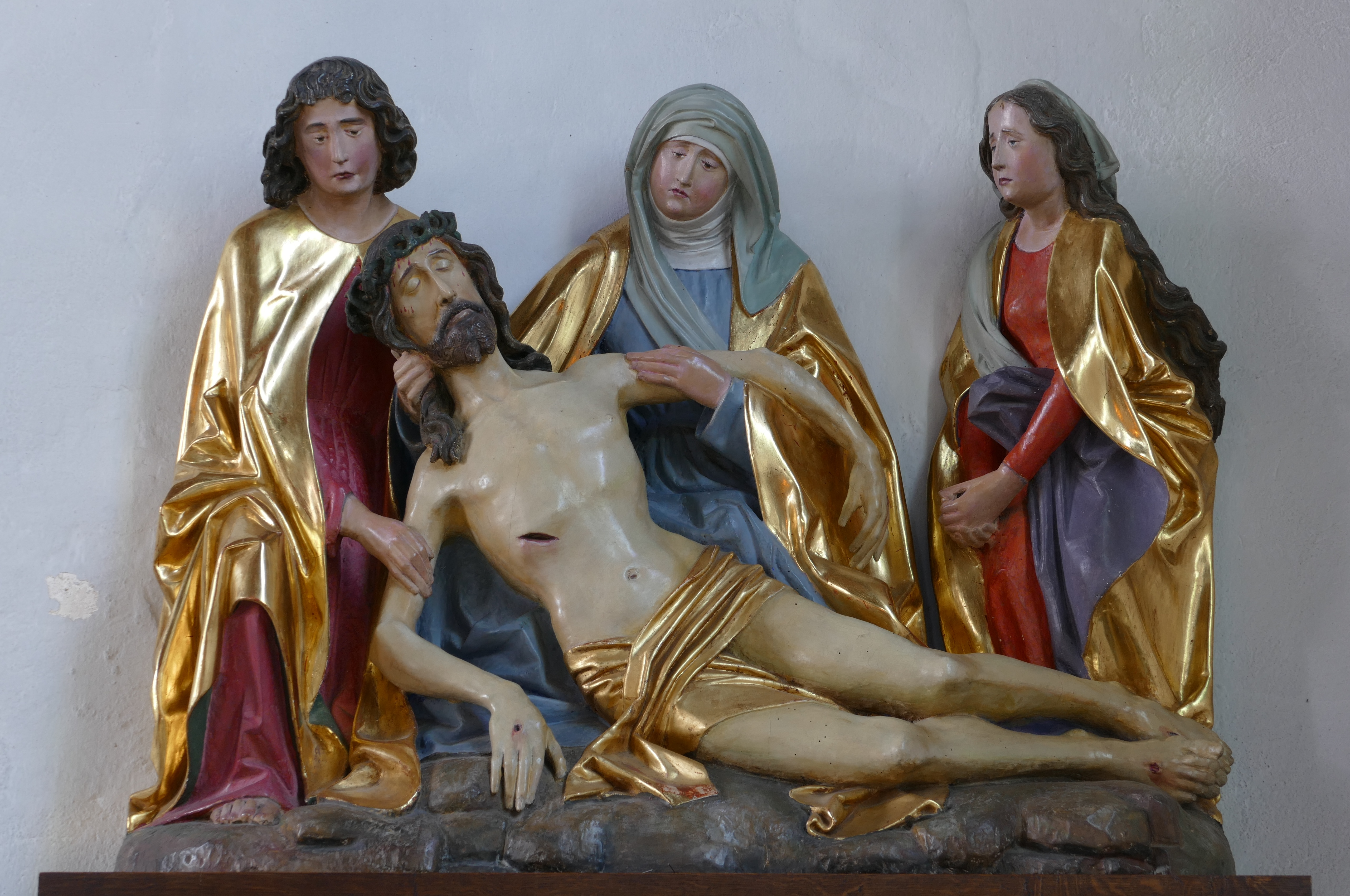
La Pieta

La Piéta représente la Déploration du Christ. C’est une sculpture en bois polychrome et doré datant de la fin du XVe siècle. Elle est classée monument historique depuis 1980.

### Les vitraux
Deux vitraux du chœur de la chapelle du Bischenberg représentent des passages du livre de l'Exode, un vitrail évoque l’ancienne et la nouvelle Église, et le vitrail central rappelle le Christ ressuscité. 
Les vitraux de la nef connotent les Sept Douleurs de la Sainte Vierge, ainsi que son couronnement. Le vitrail au fond de l’église, au-dessus de la tribune, met en avant l’Agneau. 
Ils sont l’œuvre du maître verrier Tristan Ruhlmann qui les a créés en 1958.

### Le Chemin de Croix

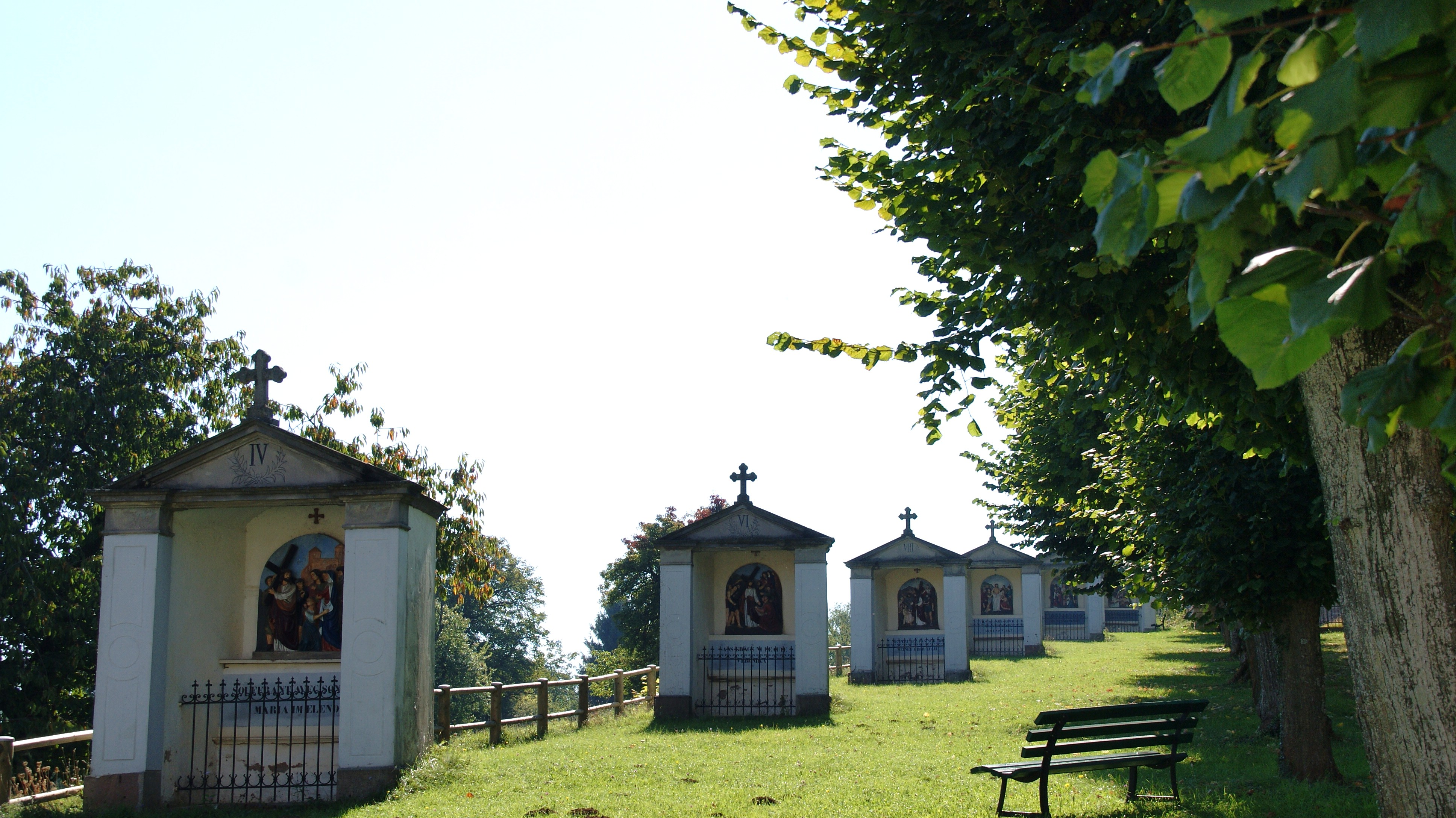
Chemin de Croix - Vue partielle

C’est un des chemins de croix les plus anciens et les plus remarquables d’Alsace. Il fut érigé en 1732. Il subit des dégradations très importantes lors de la révolution française et lors du Kulturkampf, mais chaque fois les religieux rédemptoristes trouvèrent l’énergie pour le restaurer, avec le soutien toujours renouvelé des populations environnantes et des pèlerins. 

### Les reliques du Père Passerat
Les reliques du Vénérable père Joseph-Amand Passerat, découvertes lors de fouilles à la suite du déclassement de l'église des Rédemptoristes de Tournai, ont été translatées à Bischoffsheim, en la Chapelle du Couvent du Bischenberg.

## La congrégation

### Le fondateur de la congrégation

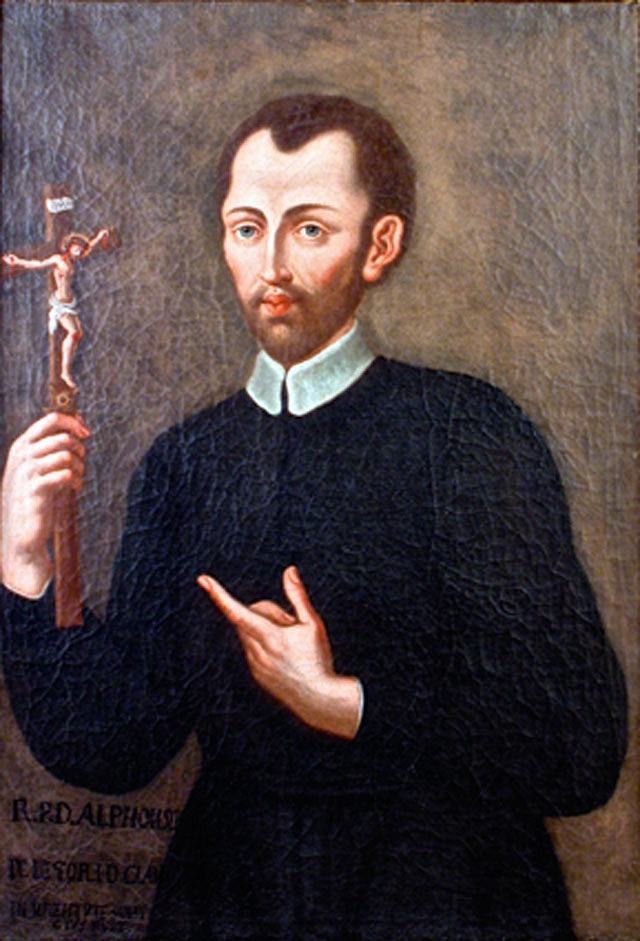
Le fondateur de la congrégation

Alphonse de Liguori est né le 27 septembre 1696 à Naples. Issu d’une famille noble et doué d’une intelligence extraordinaire, il obtint, à l’âge de 16 ans, le doctorat en droit civil et ecclésiastique. Il devient prêtre en 1723. Jeune prêtre, Alphonse découvre l'abandon spirituel et la pauvreté matérielle du peuple des campagnes. Il a le cœur bouleversé devant une telle misère. En novembre 1732, il fonde la congrégation de missionnaires chargés d'annoncer la Bonne Nouvelle du Salut aux gens les plus démunis. L'histoire des Rédemptoristes est amorcée ; la Congrégation du Très-Saint-Rédempteur est née. Il fut nommé évêque. Il meurt à 91 ans, le 1er août 1787. Canonisé en 1839, il est déclaré docteur de l’Eglise en 1871 et patron des confesseurs et des moralistes en 1950.

### Le Fondateur du couvent de Rédemptoristes du Bischenberg
Né en 1772, Joseph-Amand Passerat rejoint à 20 ans le séminaire de Wurtzbourg où les évêques émigrés ont regroupé les séminaristes déserteurs d’une France en proie à la Révolution.  Il y découvre les ouvrages de théologie de Saint Alphonse de Liguori et décide de rejoindre la congrégation des Rédemptoristes. Il est admis dans la congrégation en 1796 et ordonné prêtre en 1797.
Il sillonne l’Europe en guerre napoléonienne pour revenir en France en 1819 et pour établir une congrégation de Rédemptoristes à la demande du Père Clément-Marie Hofbauer, second fondateur de la congrégation. Il visite plusieurs couvents abandonnés ou en ruines et finit par jeter son dévolu sur un ancien couvent des Récollets-Franciscains au Bischenberg. Ainsi commence l’aventure des Rédemptoristes en Alsace et en France.

## L’Amicale du Couvent
Depuis 1990, et à l’initiative du Père Mischler, une association franco-allemande rassemble amis et bénévoles du couvent du Bischenberg. Cette Amicale œuvre essentiellement pour  une coopération entre laïques et religieux. Elle contribue au rayonnement et au développement du couvent par l’accueil et le séjour de pèlerins et de groupes, en entretenant et améliorant les structures d’accueil.

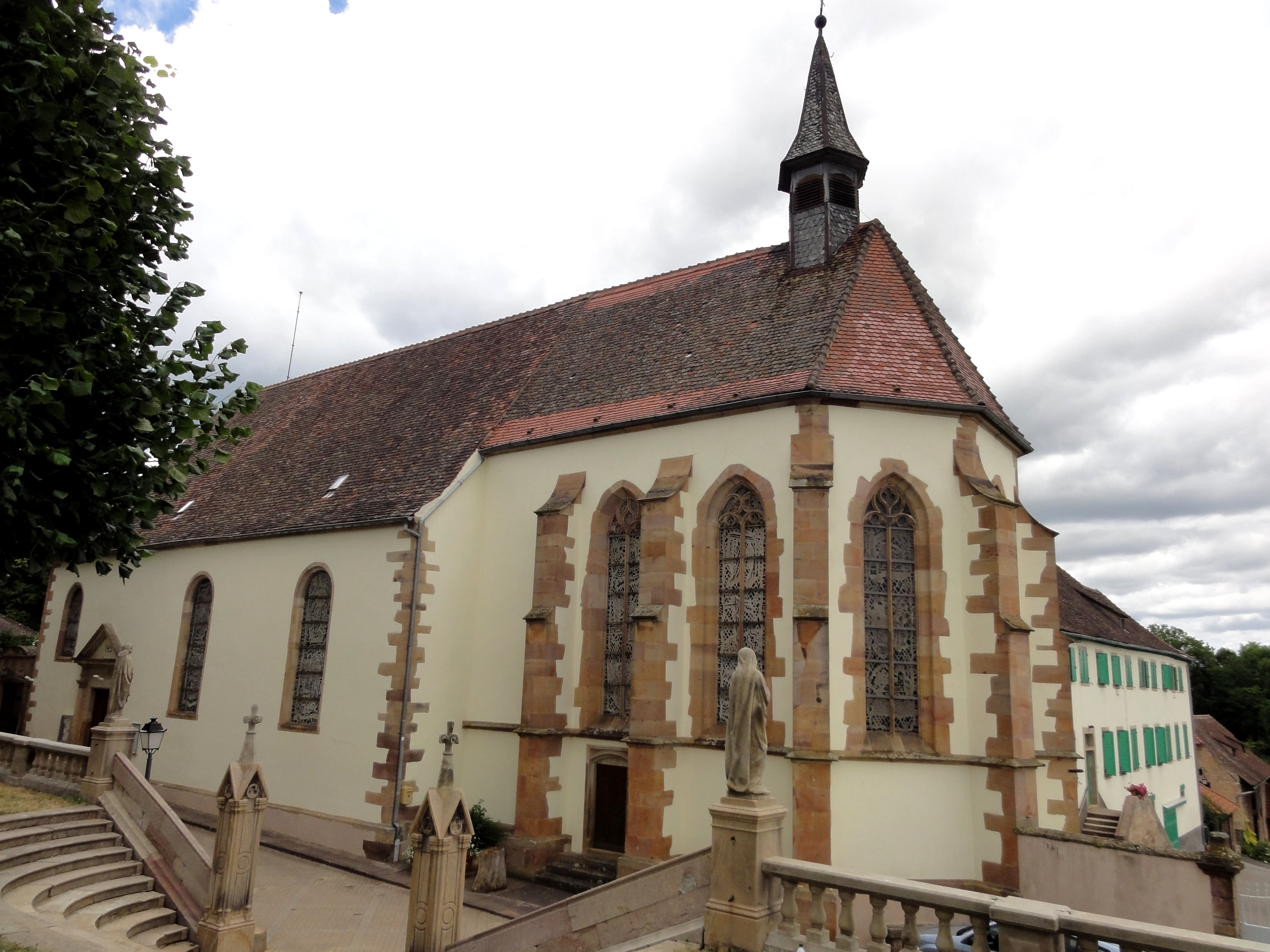
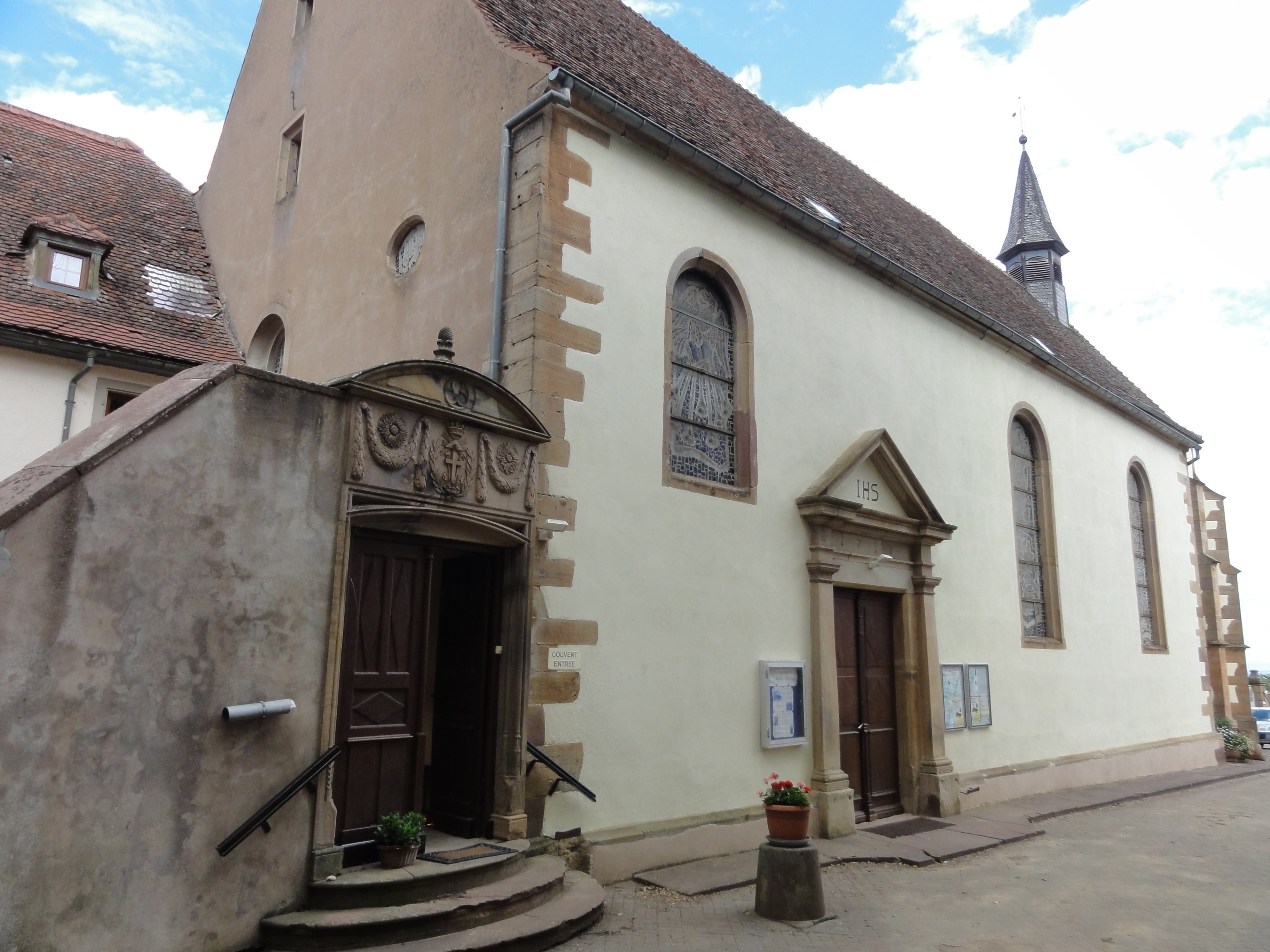
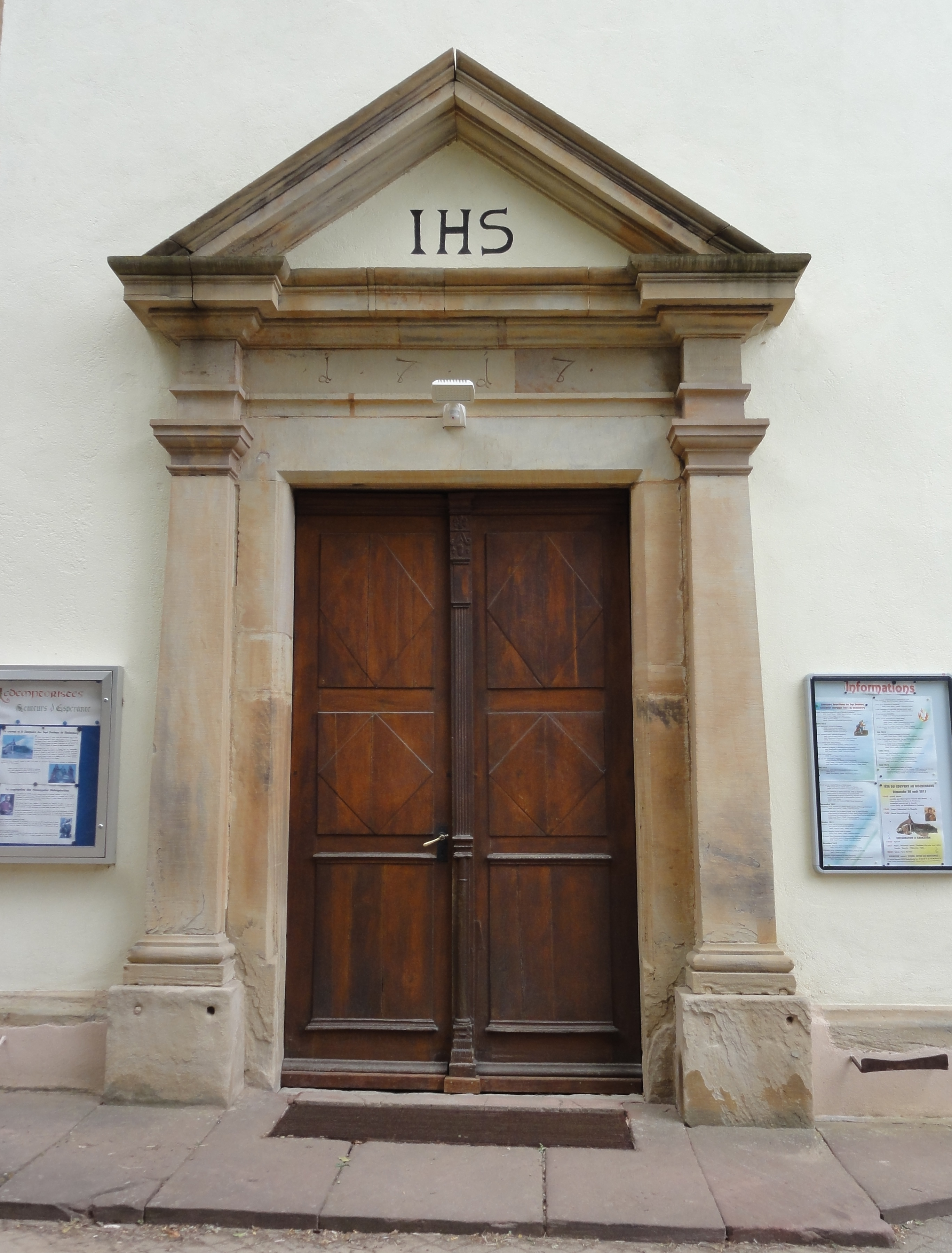
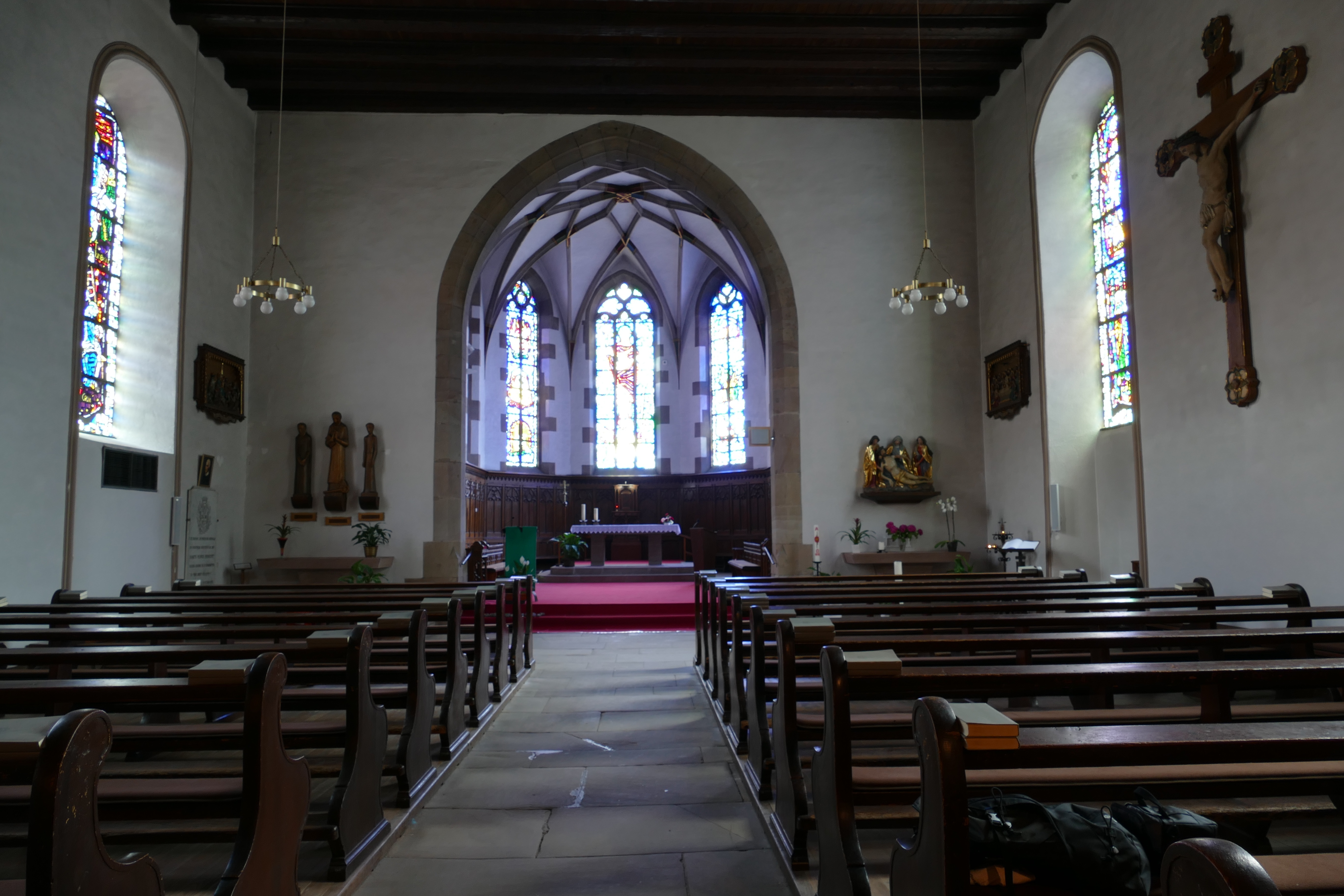
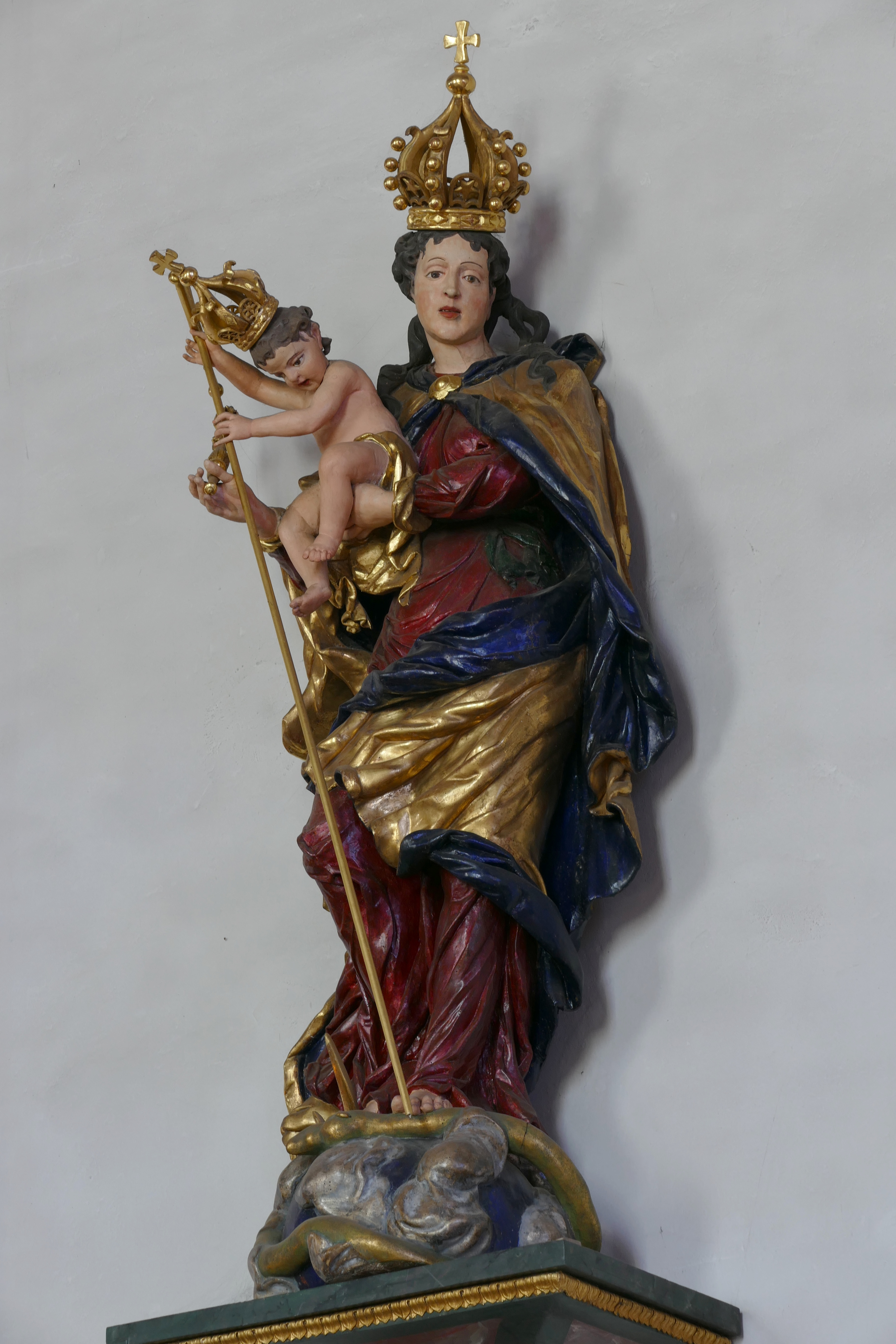